# Ribeirão Bonito (kommun)
Ribeirão Bonito är en kommun i Brasilien.   Den ligger i delstaten São Paulo, i den sydöstra delen av landet, 700 km söder om huvudstaden Brasília. Antalet invånare är 12 129.
Följande samhällen finns i Ribeirão Bonito:
- Ribeirão Bonito

Omgivningarna runt Ribeirão Bonito är en mosaik av jordbruksmark och naturlig växtlighet. Runt Ribeirão Bonito är det ganska glesbefolkat, med 27 invånare per kvadratkilometer.